# Dogue alemão
Dogue alemão[Nota] (em alemão:  Deutsche Dogge), também chamado de grande dinamarquês, é uma raça de cães do tipo dogue, oriunda da Alemanha, conhecida pelo seu porte gigante. Possui temperamento calmo e equilibrado, utilizado na sua origem para caça, guarda e companhia. É descrito pelo padrão como um cão ao mesmo tempo elegante e imponente. É a raça do cão mais alto do mundo, segundo o Guinness Book: Zeus, com 1,12 m de altura na cernelha, e também da maior fêmea: Lizzy, com 96,41 cm na cernelha.

## Etimologia
"Dogue" em português e francês é uma palavra que tem seu equivalente grafado em inglês e alemão como "dogge", uma palavra que pode derivar do próprio inglês antigo "docga" que significa "cão poderoso, musculoso"; ou do Proto-germânico "dukkǭ" que significa "poder; força". A denominação "dogue" ou "dogge" foi e é comumente utilizada para nomear um tipo de cães de constituição física molossóide utilizados principalmente para apresar grandes animais, como javalis, por exemplo.

## Origem e evolução

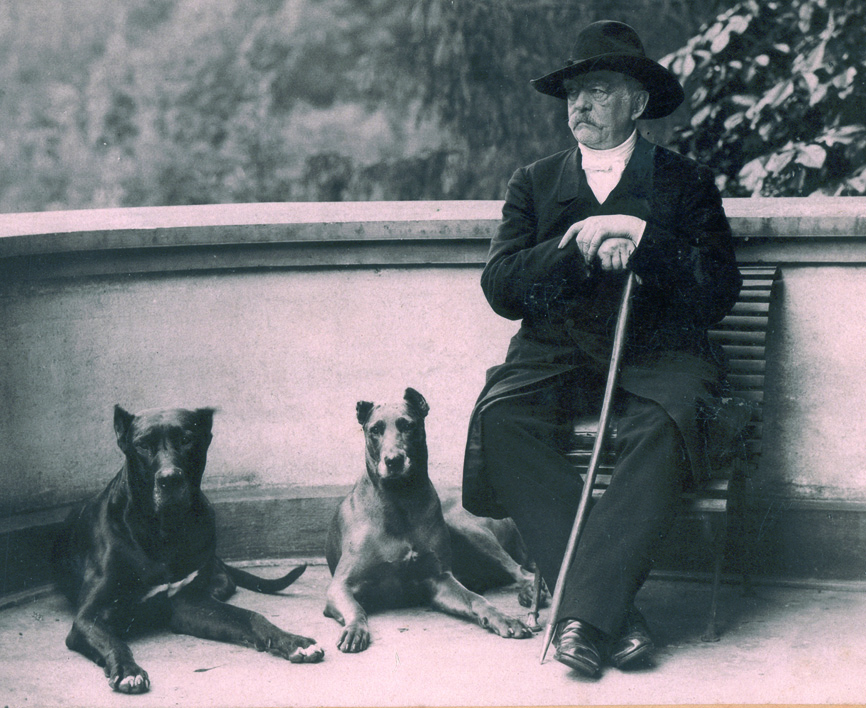
Chanceler Bismarck e dois de seus cães dogue alemão, em 1891.

A raça tem origem antiga e controversa. A hipótese mais aceita é que seu ancestral remoto, o extinto molosso assírio, foi cruzado pelos romanos com cães mais leves (possivelmente os ancestrais do lébrel irlandês) com a intenção de produzir um cão forte e ágil, a ser usado na caça de javalis, lobos e ursos. Posteriormente, estes cães se tornaram populares em diversas regiões da Europa e foram utilizados para defesa de propriedades e escolta de caravanas.

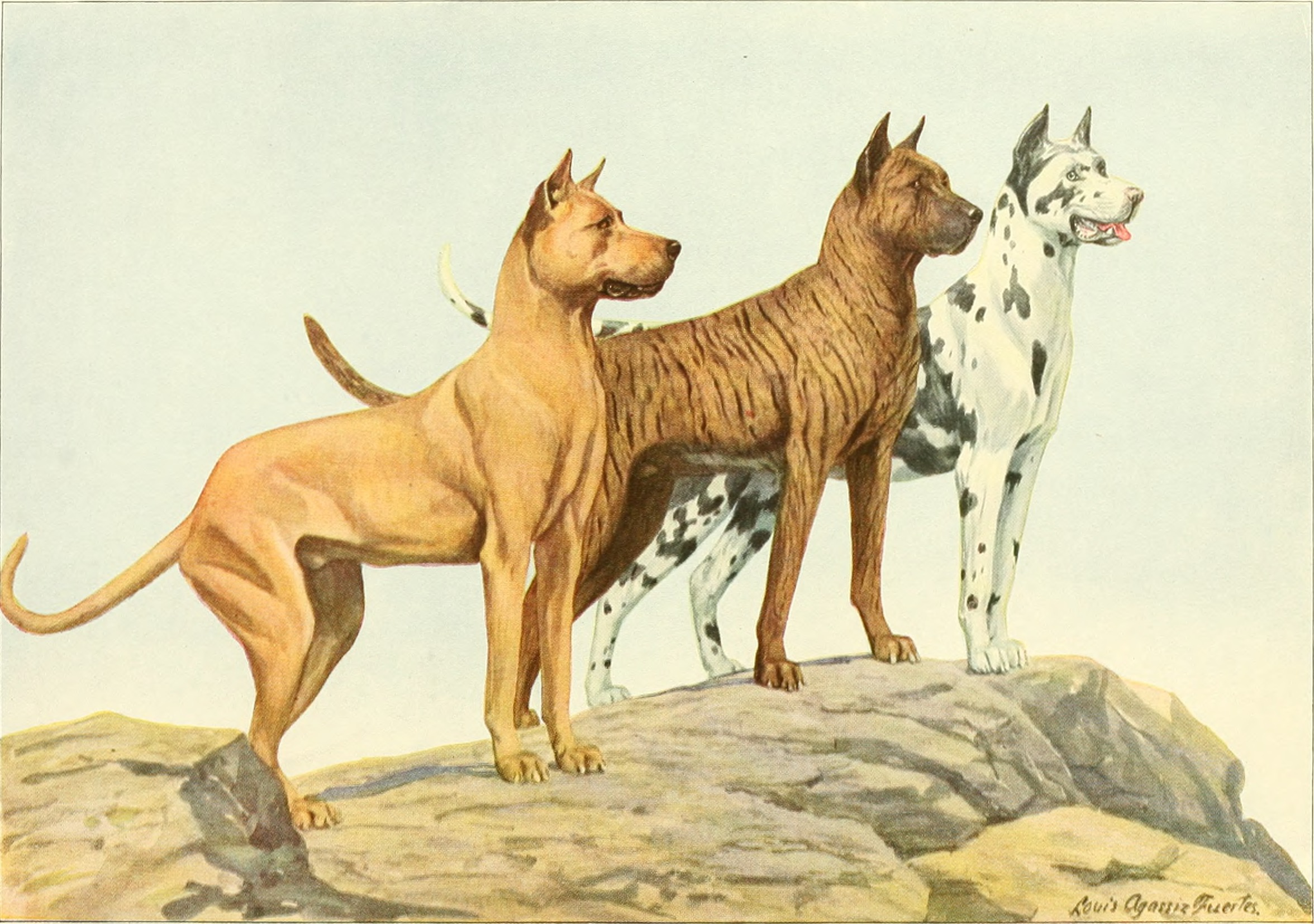
Ilustração de três cães da raça dogue alemão, 1919. The book of dogs; an intimate study of mankind's best friend.

A raça esteve presente na primeira exposição de cães da história, realizada em 1863, na cidade de Hamburgo, Alemanha, inscrita sob dois nomes diferentes: dogue dinamarquês (Danish Dogge - cães de pelagem branca e preta) e dogue de Ulm (Ulmer Dogge - pelagem marrom, tigrada, preta ou cinza). Um grupo de juízes cinófilos julgou impossível distinguir uma raça de outra, e em 1880, as duas raças foram unificadas sob o nome de dogue alemão (Deutsche Dogge), denominação hoje reconhecida pela FCI. Apesar de não haver evidências da participação da Dinamarca na criação da raça, os países de língua inglesa e espanhola ainda utilizam a denominação "grande dinamarquês" (respectivamente, great dane e gran danés). Em 1888 foi fundado o clube oficial de criadores e em 1891 foi escrito o primeiro padrão rácico, que sofreu pequenas alterações até o dia de hoje. Um de seus grandes entusiastas foi o chanceler alemão Bismarck, que criou a raça por quase 60 anos, e estava sempre acompanhado de um ou mais de seus cães. Um deles, Tyras, chegou a atacar e derrubar um diplomata russo que discutia acaloradamente com Bismark.

## Características

### Anatomia geral e estrutura externa
O dogue alemão ideal é descrito como uma "escultura nobre", por sua aparência que concilia imponência e elegância. Um dogue bem proporcionado é um cão ao mesmo tempo forte e ágil, o que é fundamental para suas funções originais, a caça e guarda. É considerado o Apolo entre as raças caninas.
A raça se destaca pelo seu tamanho. A altura média da raça é de cerca de 86 cm, a mínima na cernelha exigida pelo padrão é de 72 cm para as fêmeas e 80 cm para os machos, porém não raro se encontram exemplares que ultrapassam os 90 cm de altura e 70 kg de peso. O padrão não especifica peso ou altura máximos. Cães de maior tamanho são desejáveis, desde que respeitem as proporções exigidas pelo padrão. 

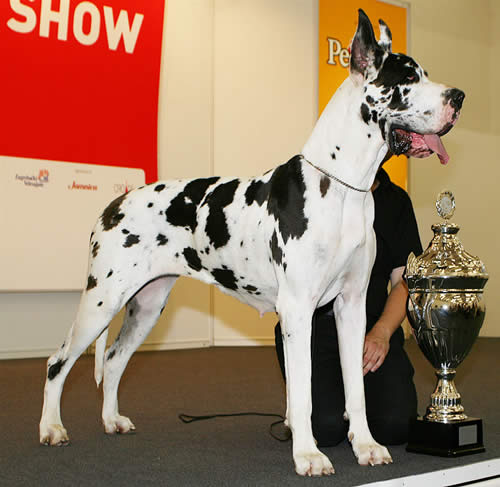
Dogue alemão arlequim com orelhas cortadas eretas

A cabeça deve ser alongada, estreita, expressiva, com stop bem definido. Topo do crânio e focinho devem ser retos e formar duas linhas paralelas. A distância entre a ponta do focinho até o stop, e deste até o osso occipital, deve ser a mesma. Olhos devem ser amendoados e com pálpebras bem ajustadas, sem ser caídas. O pescoço deve ser longo, seco e musculoso. O corpo deve ser forte, muscular, com costelas bem arqueadas. Os membros devem ser fortes, bem angulados, e vistos de trás, paralelos. Os dedos devem ser unidos e bem arqueados, lembrando patas de gato. A movimentação deve ser harmoniosa, com passadas cobrindo grande distância.
O padrão lista como faltas, entre outras: jarrete de vaca, pescoço curto e grosso, cabeça em forma de maçã (com topo arredondado), prognatismo, lábios pouco desenvolvidos ou muito pendentes, constituição física muito leve ou demasiado pesada.
As orelhas são naturalmente caídas, porém em muitos países é comum a conchectomia, cirurgia para tornar as orelhas eretas. Esta tradição tem origem na época que a raça era utilizada para caça; as orelhas longas eram cortadas para evitar ferimentos na luta com suas presas. O corte utilizado na época era curto, como o que é visto atualmente no pit bull. Posteriormente, a cirurgia tornou-se primariamente estética, tornando-se habitual o corte mais longo (conchectomia parcial). Esta cirurgia deve ser feita no cão ainda filhote, por cirurgião veterinário especializado. O pós-operatório é trabalhoso, pois o cão precisa usar talas por semanas ou meses, até que as orelhas estejam totalmente eretas. No Brasil, a cirurgia foi proibida pelo Conselho Federal de Medicina Veterinária.

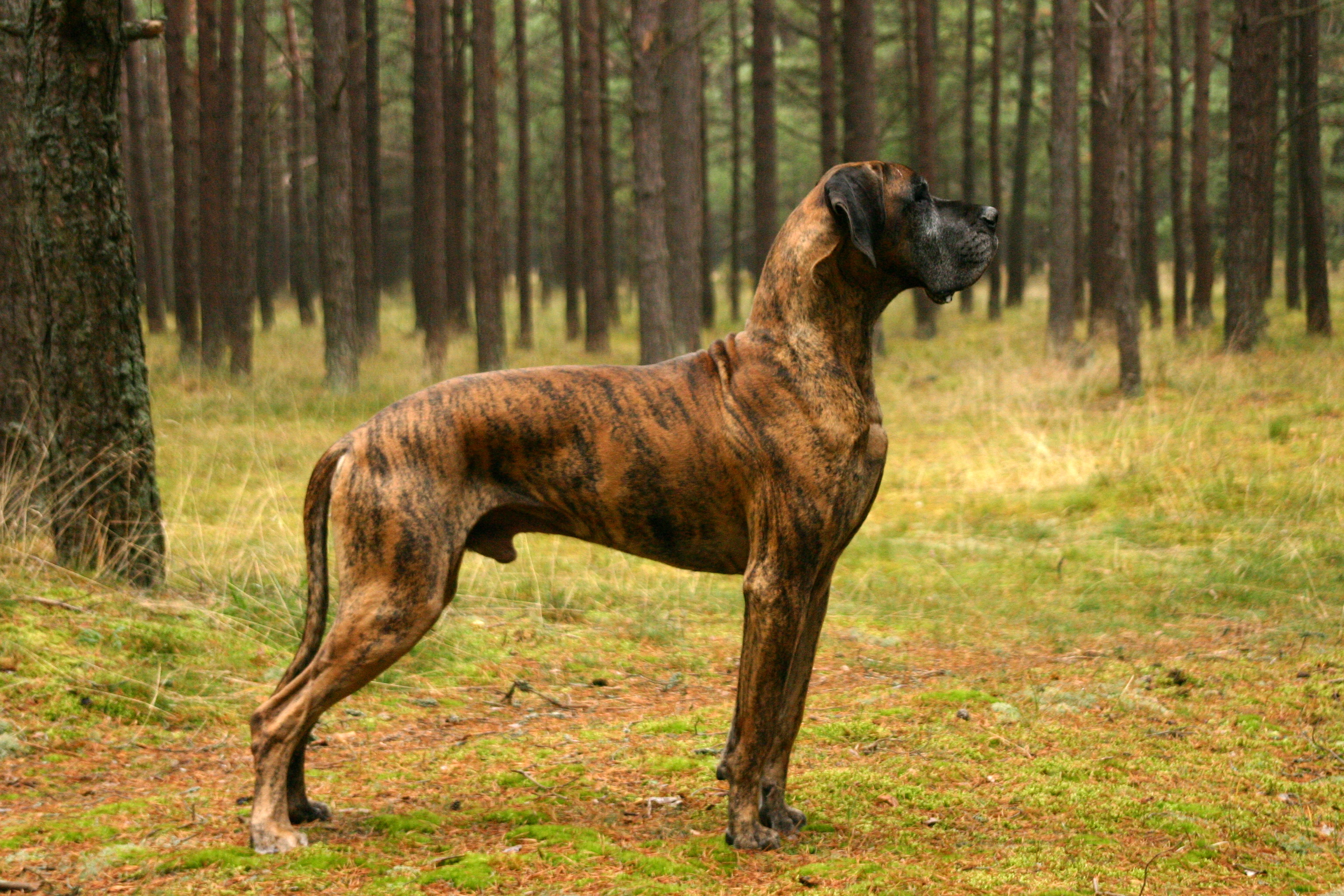
Dogue alemão tigrado com orelhas naturais

### Pelagem e variedades
O pelo do dogue alemão é curto, denso, rente ao corpo e brilhante. Pelagem dupla ou fosca são consideradas faltas.
O padrão da raça define cinco cores aceitas:
- Dourado: pelagem dourada (castanha ou fulva), sem manchas brancas, sendo aceitos tons claros ou escuros. Devem ter uma máscara negra envolvendo focinho e olhos. Orelhas costumam ser de tom mais escuro que o restante do corpo.
- Tigrado: cor de fundo igual ao dourado, com listras pretas bem definidas. Assim como no dourado, manchas brancas são faltas desqualificantes.
- Arlequim: cor de fundo branco puro, com manchas negras de formato irregular, bem distribuídas pelo corpo. Trufa despigmentada (rosa), olhos claros ou um olho de cada cor são aceitos, porém menos desejáveis.
- Preto: cor negra. São admitidas manchas brancas no peito e pés. O cão negro com pescoço, peito, patas, focinho e ponta da cauda brancas é chamado de mantado ou boston (pela semelhança com a marcação típica do boston terrier. O cão branco com a área do crânio e orelhas negras, com poucas manchas grandes no dorso, é chamado de preto plaqueado.
- Azul: cor cinza-azulada (azul-aço). São permitidas pequenas manchas brancas no peito e patas.

Para fins de reprodução e exposição, a raça é dividida em três variedades, de acordo com a cor:
- dourados e tigrados;
- azuis e pretos descendentes de cruzamentos entre azuis;
- arlequins e pretos oriundos de cruzamentos da variedade arlequim (incluem-se nesta categoria os cães com pelagem mantada e plaqueada).

Estas variedades não devem ser cruzadas umas com as outras, para evitar o surgimento de cores indesejadas. 

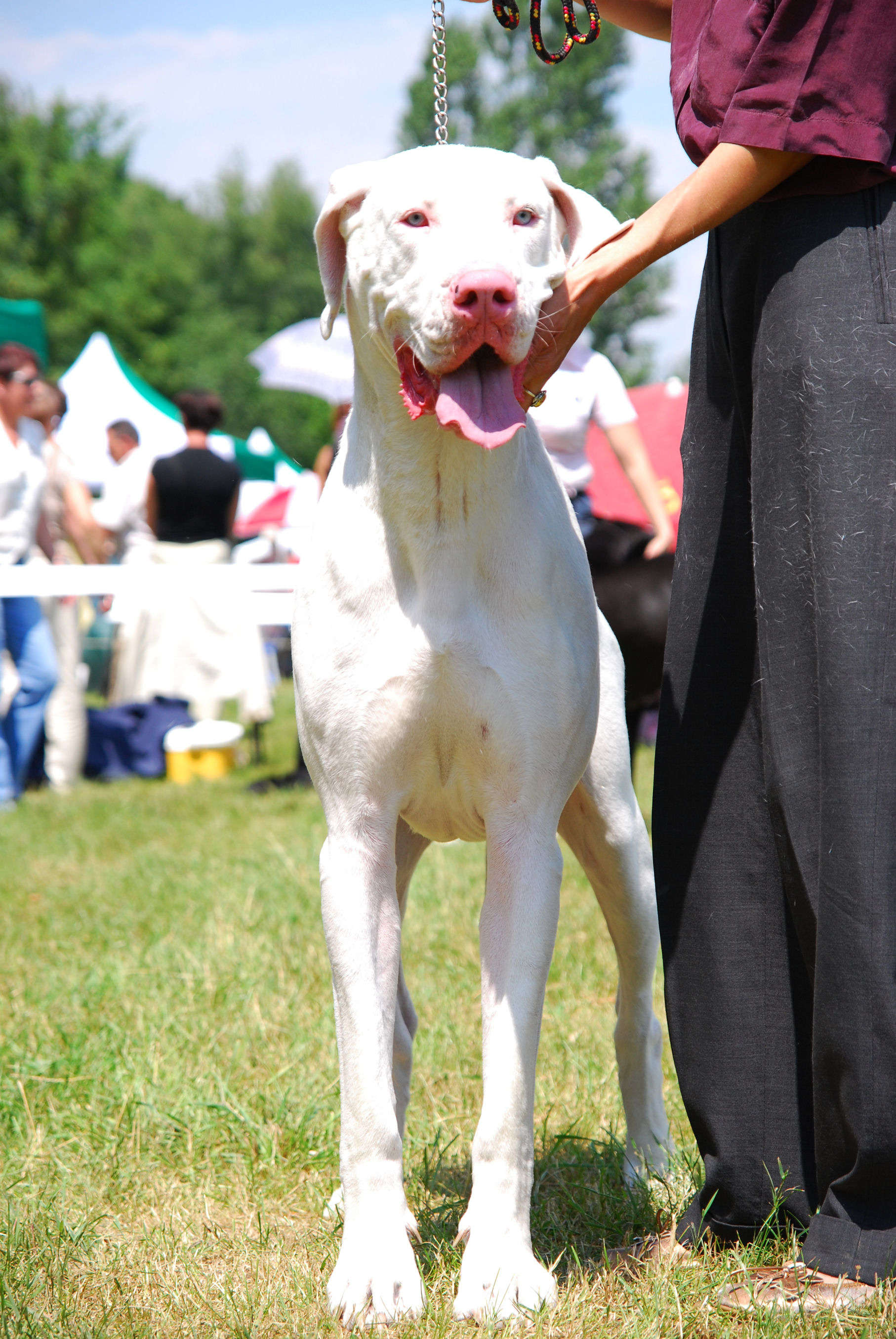
Dogue alemão branco duplo-merle, característica desqualificada, gerada pela cruza entre merles.

#### Demais cores
Mesmo em cruzamentos entre as variedades corretas, eventualmente podem nascer filhotes com cores fora do padrão. Entre as mais comuns, podemos citar:
- Merle: cor de fundo cinza com manchas pretas irregulares. Aparece com freqüência nos cruzamentos da variedade arlequim.  A reprodução entre exemplares da mesma cor é proibida devido ao risco de surdez e cegueira associado ao gene merle. Atualmente o padrão da raça aceita exemplares dessa cor na criação desde que respeitado os acasalamentos não permitidos como merle com arlequim e merle com merle.
- Branco: nos dogues alemães, a cor branca é normalmente causada pelo gene merle. Quando em homozigose, este gene suprime a produção de pigmentos pelos melanócitos, fazendo que seus portadores sejam quase totalmente brancos, geralmente com olhos azuis. Podem ter algumas pintas negras ou acinzentadas na cabeça e dorso. Estes cães também são chamados "double merles". Porém, como os melanócitos também são importantes na formação da visão e audição, estes cães geralmente  apresentam deficiência auditiva e visual. Alguns estudos indicam também que esses cães possuem maior probabilidade de desenvolver problemas neurológicos e autoimunes, além de requererem cuidados especiais devido à sua pele ser mais sensível ao sol. Os cães brancos "double merle" são resultado do cruzamento entre dois cães portadores do gene merle - arlequins, merles ou brancos. Por este motivo, o cruzamento entre arlequins é desaconselhado pela CBKC e AKC, sendo proibido no país de origem da raça, a Alemanha.[8][9][10]Estes cães são muitas vezes chamados incorretamente de "albinos", mas o gene responsável pelo albinismo nunca foi encontrado na raça.[11] Um exemplo famoso de dogue alemão branco é Titan, previamente reconhecido pelo Guiness Book como "o cão mais alto do mundo" em 2009. Titan é completamente cego e surdo, além de ter crises de epilepsia.[12]

Outras cores que podem eventualmente surgir são combinações das cores anteriores, como arlequins com manchas douradas ou tigradas, cães mantados de dourado ou azul. Todos estes cães, se oriundos de cruzamentos autorizados pelo padrão da raça, tem direito a pedigree, porém no mesmo deverá constar a inscrição "inapto para reprodução".

## Saúde

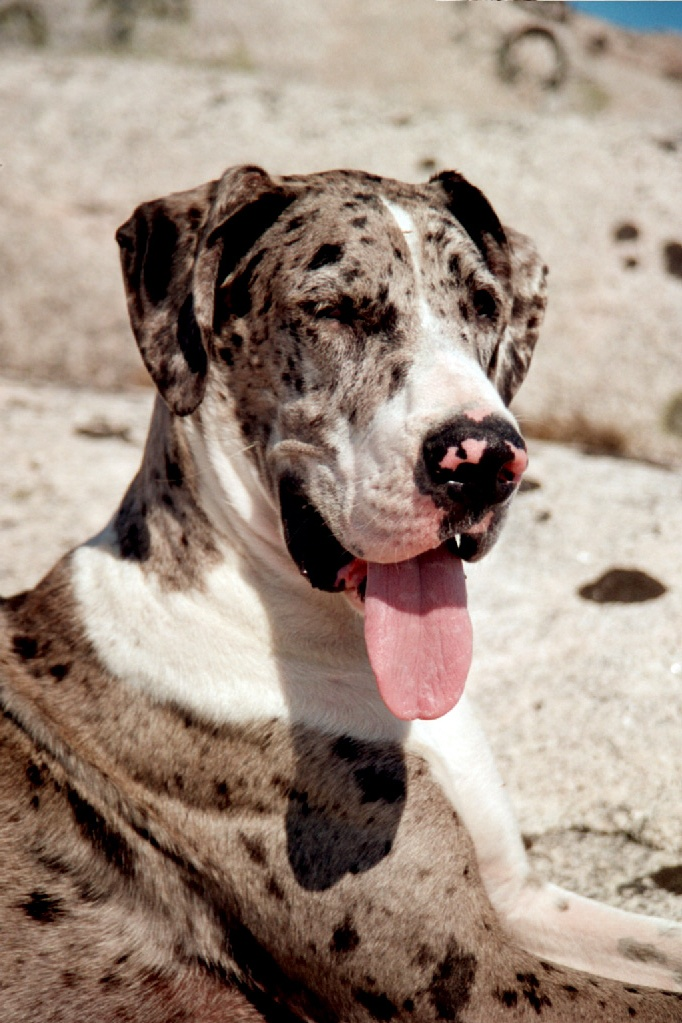
Dogue alemão de pelagem merle.

Como é comum em cães de porte gigante, os dogues alemães tem uma expectativa de vida relativamente curta, por volta de 8 a 10 anos, embora em casos raros alcancem até 14 anos de idade. As causas de morte mais comuns são torção gástrica, cardiopatias e câncer. Entre os tipos de câncer mais comuns na raça são estão o osteossarcoma, linfomas e tumores mamários.
O estômago do dogue alemão é longo e sujeito à Síndrome da dilatação vólvulo-gástrica, também conhecida como torção gástrica. Nesta situação o estômago dilatado gira sobre si mesmo, impedindo a drenagem estomacal, consequentemente comprimindo a circulação e a respiração. Os sintomas comuns são inchaço abdominal, prostração, mucosas pálidas e dificuldade respiratória. É uma situação de emergência, pois leva à morte em poucas horas. O cão nestas condições deve receber cuidados veterinários imediatamente, já que o único tratamento possível é cirúrgico. Para evitar o problema, as refeições devem ser moderadas, fracionadas em duas ou três porções diárias, e em horários determinados. Também deve-se evitar que o cão beba muita água ou faça exercícios após as refeições.
Como muitas raças de porte grande, os dogues alemães são propensos a apresentar displasia coxofemoral. É uma doença de forte caráter genético que causa dores e dificuldade de locomoção. Portanto, antes de reproduzir cães desta raça, é importante fazer exames em ambos os pais para reduzir a chance dos filhotes desenvolverem o problema. Excesso de exercício, dieta desequilibrada e sobrepeso em animais em crescimento podem favorecer o desenvolvimento da doença.

## Temperamento

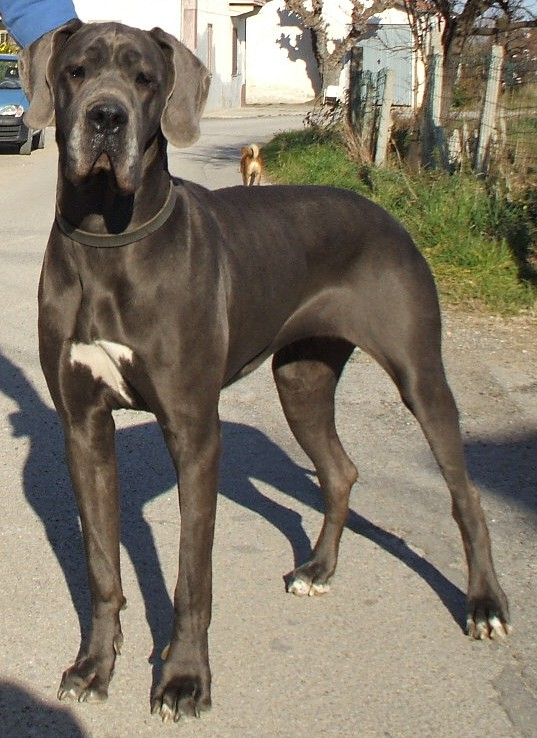
Dogue alemão azul

O dogue alemão ideal é um cão calmo, extremamente dócil com a família, porém reservado com estranhos. É um guarda equilibrado, que não ataca sem necessidade, mas quando o faz, tem ataque de alto impacto.  Seu tamanho e força, aliados a uma agilidade que lhe permite cobrir grandes distâncias, o tornam um excelente guardião de propriedades. Infelizmente, devido a cruzamentos indiscriminados, muitos dogues perderam a aptidão para guarda. Por esse motivo, deve-se conhecer os pais da ninhada antes de escolher o filhote, e excluir da reprodução os cães com falhas de temperamento.
Temperamento nervoso, medroso ou facilmente provocável é considerado falta pelo padrão. Timidez e agressividade excessiva são consideradas faltas graves.

## Na cultura popular
- Provavelmente o representante mais famoso da raça é a personagem do estúdio Hanna-Barbera, Scooby-Doo.[22] Criado pelo designer Iwao Takamoto, Scooby não é exatamente um representante típico da raça. Takamoto explicou que antes de criar a personagem, conversou com um criador de dogues alemães, que descreveu a aparência ideal da raça. Após isso, resolveu desenhar Scooby-Doo de forma oposta, com pernas tortas, queixo proeminente e uma cor não aceita pelo padrão.[23]

- A cantora pop Lady Gaga utilizou dogues alemães arlequins em vários de seus videoclipes. Infelizmente um dos cães usados, Rumpus, teve uma morte precoce aos 5 anos de idade.[24][25]